# Bernd Perner
Bernd A. Perner ist ein deutscher ehemaliger Basketballspieler.

## Laufbahn
Perner spielte für den Sportbund DJK Rosenheim in der 2. Basketball-Bundesliga und schaffte den Sprung in die bundesdeutsche U21-Nationalmannschaft. 1986 wechselte er zum FC Bayern München und stieg in der Saison 1986/87 mit dem FCB als Meister der 2. Bundesliga Süd in die Basketball-Bundesliga. Für die Bayern spielte er anschließend in der höchsten deutschen Liga. Später spielte Perner für den MTSV Schwabing, ehe er 1991 nach Rosenheim zurückkehrte. 1993 zog er sich aus der ersten Herrenmannschaft des SB DJK zurück.
Perner wurde später erster Vorsitzender des SB DJK Rosenheim. Seine Tochter Sophie schlug ebenfalls eine Leistungskarriere im Basketball ein und wurde Junioren-Nationalspielerin.